# Guillem Peraldus
Guillem Peraldus (Peyraut, vers 1200 - Lió, 1271) fou un escriptor i moralista francès del segle XIII membre de l'Orde dels Predicadors. També anomenat Guillaume Peyraut, Perault, Peyrault o, de forma llatinitzada, Guillelmus Peraldus.

## Biografia
Es tenen molt poques dades de la vida d'aquest notable moralista i frare dominicà tret de les que aportaren els estudiosos de l'Orde de Predicadors. Els quals el situen com a nascut, a inicis del segle XIII, a Perault, una petita població propera al Roine a la diòcesi de la Viena del Delfinat al reialme de França.
Sota el guiatge de fra Jordà de Saxònia, deixeble de Domènec de Guzmán, ingressà als dominics de Lió el 17 de maig de 1220, dia de Pentecosta. Possiblement en aquell moment Guillem Peraldus tenia vint anys. En una època en què els postulants ingressaven a monestirs i convents als catorze o quinze anys.
Després dels seus estudis i d'obtenir el grau de batxiller, quan tenia uns trenta anys, va ser enviat al convent de Saint-Jacques de París per tal d'estudiar teologia a la Universitat de París. Responent a una època en què els dominics remetien els seus estudiants més avançats a formar-se a la universitat tot participant en les disputationes de caràcter teològic.
Es tenen notícies del fet que a Peraldus se li encarregà l'administració de la diòcesi de Lió durant deu anys. Alguns cronistes creuen equivocadament que esdevingué arquebisbe lionès, malgrat res d'això consta a la documentació del segle XIII conservada.
Finalment, retornà al seu convent dominicà de Lió, tot i que els hugonots destruïren la documentació d'aquell convent, probablement Guillem Peraldus continuà la seva tasca de predicació i morí durant algun viatge pastoral vers l'any 1271. Alguna font situa la seva mort l'any 1275.

## Summa de vitiis et virtutibus perutilis
La seva Summa de vitiis et virtutibus perutilis esdevingué una obra de referència en el camp de la moral, ja que es va percebre com a una útil eina per a la recta formació moral del cristià, a partir del segle XIII. Va ser inicialment escrita amb la intenció de formar i orientar a predicadors, clergues i confessors. Fou el tractat medieval de conceptes morals més difós.
Es tenen notícies de prop de cinc-centes còpies manuscrites per arreu d'Europa. Un fet molt notable en la seva època. Però que encara es multiplicaren extensament amb l'aparició de la impremta. Una mena de "best-seller" per a l'alta i baixa edat mitjana i fins i tot després. Els seus plantejaments marcaren tota una pauta pels autors moralistes, místics i escolàstics europeus.

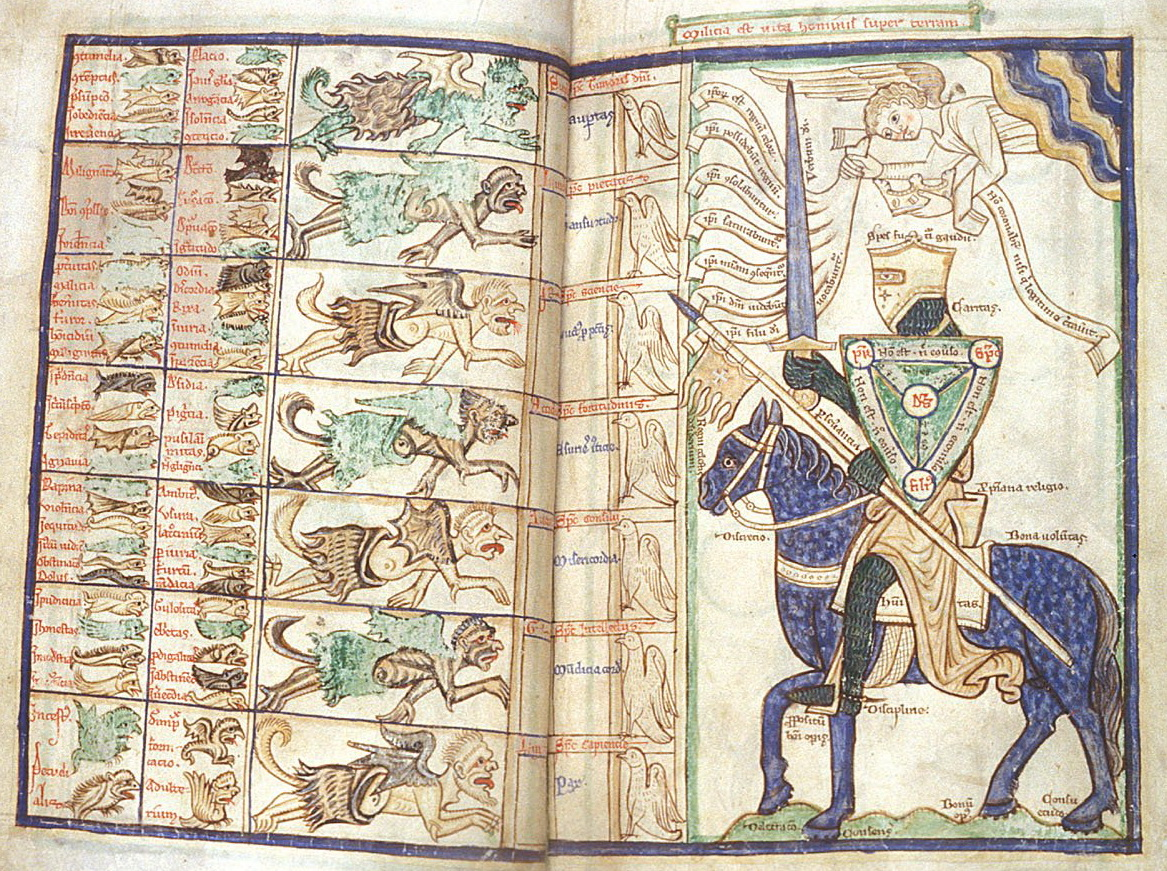
Un cavaller al·legòric preparant-se per lluitar contra els set pecats capitals amb el diagrama "Scutum Fidei" de la Trinitat com a escut. Summa de vitiis et virtutibus. Harleian ms. 3244

En les terres de parla catalana l'obra de Peraldus era també coneguda. En són prova el seu influx en el seu contemporani el mallorquí Ramon Llull o, un segle després, en el català Francesc Eiximenis i el valencià Vicent Ferrer.

## Obres principals
- Summa de vitiis et virtutibus perutilis

- Sermones de dominicis et festis
- Expositio professions que est in regula beati Benedicti
- Liber de institutione religiosorum
- De regime principium